# Croix de Limoux
La croix de Limoux est une croix de chemin située à Limoux, en France.

## Description
Cette croix est édifiée sur un socle. C'est un socle en grès, gravé, surmonté d'une croix de facture très rustique.

## Localisation
La croix est située sur la commune de Limoux, dans le département français de l'Aude. Le socle était anciennement situé au bord du chemin de Lapeyre et de la V.O. 3 à Vendémies, hameau situé à 6 kilomètres au sud-ouest de Limoux.
Le socle a été déplacé dans l'église de Vendémies, derrière l'autel. 

## Historique
La socle de la croix date du Xe siècle.
L'objet appartient à la commune de Limoux. Il est inscrit au titre des monuments historiques en 1952.
Son inscription est abrogée par arrêté du 30 janvier 2012.
Il reste toutefois classé depuis 1947 à titre d'objet.